# Acantholycosa sterneri
Acantholycosa sterneri är en spindelart som först beskrevs av Yuri M. Marusik 1993.  Acantholycosa sterneri ingår i släktet Acantholycosa och familjen vargspindlar. Inga underarter finns listade i Catalogue of Life.